# Франдсен, Скотт
Скотт Франдсен (англ. Scott Frandsen; род. 21 июля 1980, Келоуна, Британская Колумбия) — канадский гребец, выступавший за сборную Канады по академической гребле в период 2001—2012 годов. Серебряный призёр летних Олимпийских игр в Пекине, победитель этапов Кубка мира, победитель и призёр многих регат национального и международного значения. Ныне — тренер по гребле.

## Биография
Скотт Франдсен родился 21 июля 1980 года в городе Келоуна провинции Британская Колумбия.
Заниматься академической греблей начал в возрасте 16 лет во время учёбы в Брентвудском колледже. Позже в течение четырёх лет состоял в гребной команде «Калифорния Голден Беарс» Калифорнийского университета в Беркли, неоднократно принимал участие в различных студенческих регатах, в частности в восьмёрках трижды выигрывал чемпионат Межуниверситетской гребной ассоциации (IRA). Окончил университет в 2002 году, получив степень в области делового администрирования.
Впервые заявил о себе в гребле на международной арене в 2001 году, выиграв золотую медаль в восьмёрках на молодёжной регате в Линце.
В 2002 году выиграл серебряную медаль на молодёжной регате в Генуе, вошёл в основной состав канадской национальной сборной и выступил на чемпионате мира в Севилье, где в зачёте распашных безрульных двоек занял итоговое седьмое место.
На мировом первенстве 2003 года в Милане стал в безрульных двойках шестым. В этом сезоне поступил в Оксфордский университет и отметился выступлением за местную гребную команду, в частности победил в традиционной регате «Оксфорд — Кембридж». В Оксфорде получил степень магистра в области психологических исследований.
Выиграв этапы Кубка мира 2004 года в Мюнхене и Люцерне, удостоился права защищать честь страны на летних Олимпийских играх в Афинах — здесь в восьмёрках финишировал пятым.
В 2005 году в безрульных двойках стал бронзовым призёром этапа Кубка мира в Итоне, занял седьмое место на чемпионате мира в Гифу.
На мировом первенстве 2006 года в Итоне показал восьмой результат в четвёрках без рулевого.
В 2007 году в безрульных четвёрках стартовал на чемпионате мира в Мюнхене, сумел квалифицироваться лишь в утешительный финал С и расположился в итоговом протоколе соревнований на 14 строке.
Выиграв этап Кубка мира 2008 года в Люцерне, благополучно прошёл отбор на Олимпийские игры в Пекине. На сей раз в программе безрульных двоек вместе с напарником Дэвидом Колдером пришёл к финишу вторым, уступив около двух секунд экипажу из Австралии, и тем самым завоевал серебряную олимпийскую медаль.
После пекинской Олимпиады Франдсен остался в составе гребной команды Канады на ещё один олимпийский цикл и продолжил принимать участие в крупнейших международных регатах. Так, в 2011 году в безрульных двойках он выиграл бронзовую медаль на этапе Кубка мира в Люцерне и финишировал пятым на мировом первенстве в Бледе.
Получив серебро на этапе Кубка мира 2012 года в Люцерне, затем участвовал в Олимпийских играх в Лондоне — в программе распашных двоек без рулевого занял итоговое шестое место. Вскоре по окончании этих соревнований принял решение завершить карьеру профессионального спортсмена.
Впоследствии проявил себя на тренерском поприще, занимал должность главного тренера в гребной команде Калифорнийского университета в Беркли.